# De Geloes

Geslachtswapen (1814)

De Geloes (ook: De Geloes d'Elsloo en: De Geloes d'Eysden) is een Nederlands geslacht waarvan leden sinds (1814) 1816 tot de Nederlandse adel en de Belgische adel behoren. De Nederlandse tak stierf in 1960 uit; de Belgische bloeit nog.

## Geschiedenis
De stamreeks begint met Rener de Geloes die heer van Nyswilre (Limburg) was en welke heerlijkheid hij in 1372 verkocht aan zijn zwager.
Bij diploma van 10 september 1745 van de rijksvicaris Joseph van Beieren voor Maximiliaan III keurvorst van Beieren werden twee broers De Geloes verheven tot des H.R.Rijksgraaf. Bij decreet van keizer Napoleon van 2 mei 1812 werd een kleinzoon van een van hen benoemd tot baron de l'Empire.
Een broer van die laatste werd bij Soeverein Besluit van 28 augustus 1814 benoemd in de ridderschap van Brabant met homologatie van de titel van graaf; hij nam echter geen zitting. Bij KB van 5 maart 1816 werden beide broers benoemd in de ridderschap van Luik met homologatie van de titel van graaf waardoor zij en hun nageslacht tot de Nederlandse adel gingen behoren. In 1842 werd van elk van beide broers een zoon benoemd in de ridderschap van Limburg.
De beide in 1814 in de ridderschap benoemde broers werden stamvaders van respectievelijk de Nederlandse en Belgische tak. De Nederlandse tak noemde zich naar het door die tak bewoonde kasteel Eijsden; deze tak stierf uit in 1960. Kasteel Eijsden vererfde na het huwelijk van Marie F.A.C.J.Gh. gravin de Geloes (1881-1956) met Marcel Ph. L. (Belgisch) graaf de Liedekerke de Pailhe (1875-1931) op de familie De Liedekerke welke laatste familie het kasteel nog steeds bewoont.
De Belgische tak, die nog steeds voortleeft, noemde zich naar het door die tak bewoonde kasteel Elsloo.

## Afbeeldingen

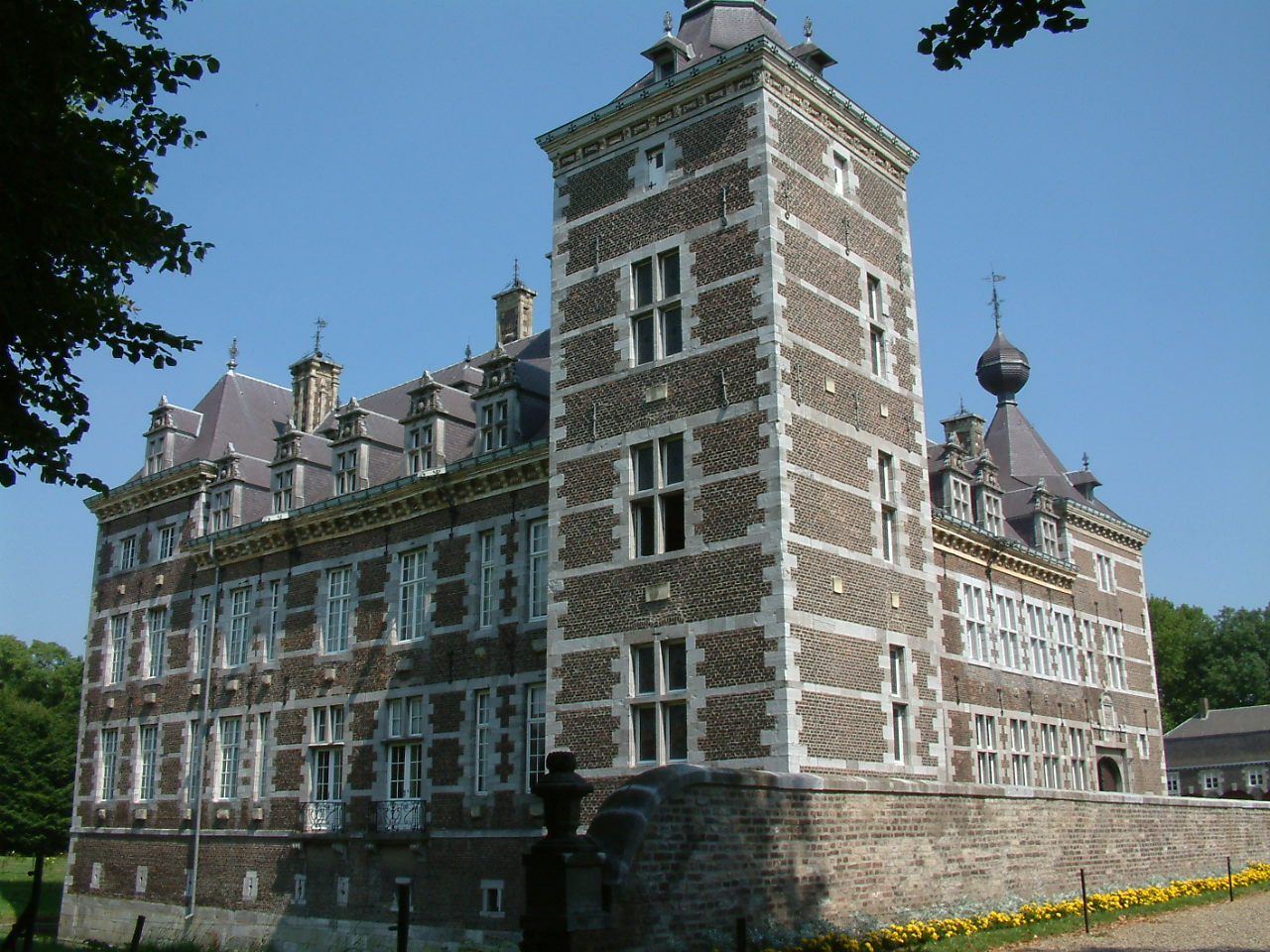
Kasteel Eijsden, westgevel
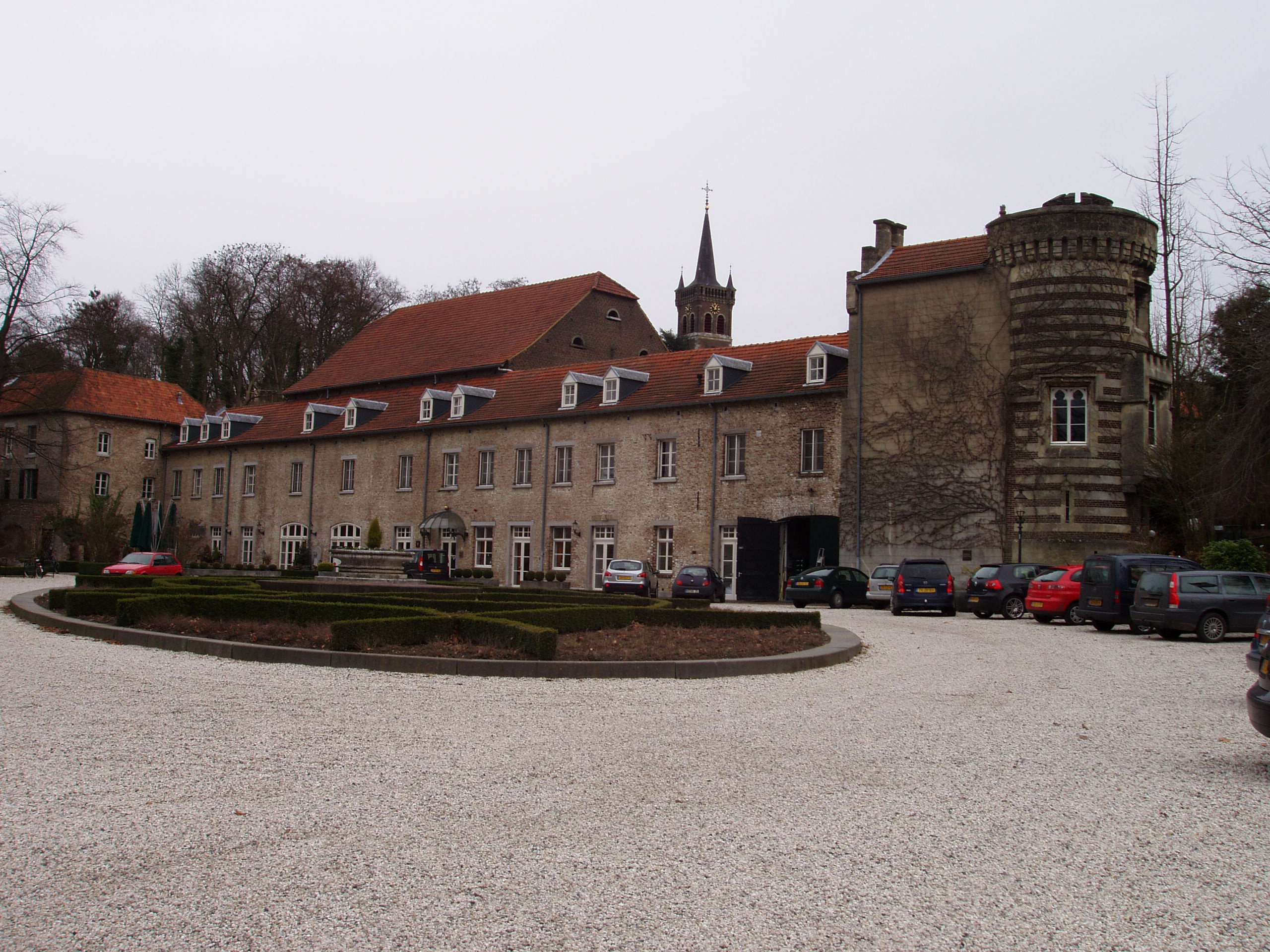
Kasteel Elsloo, totaalbeeld
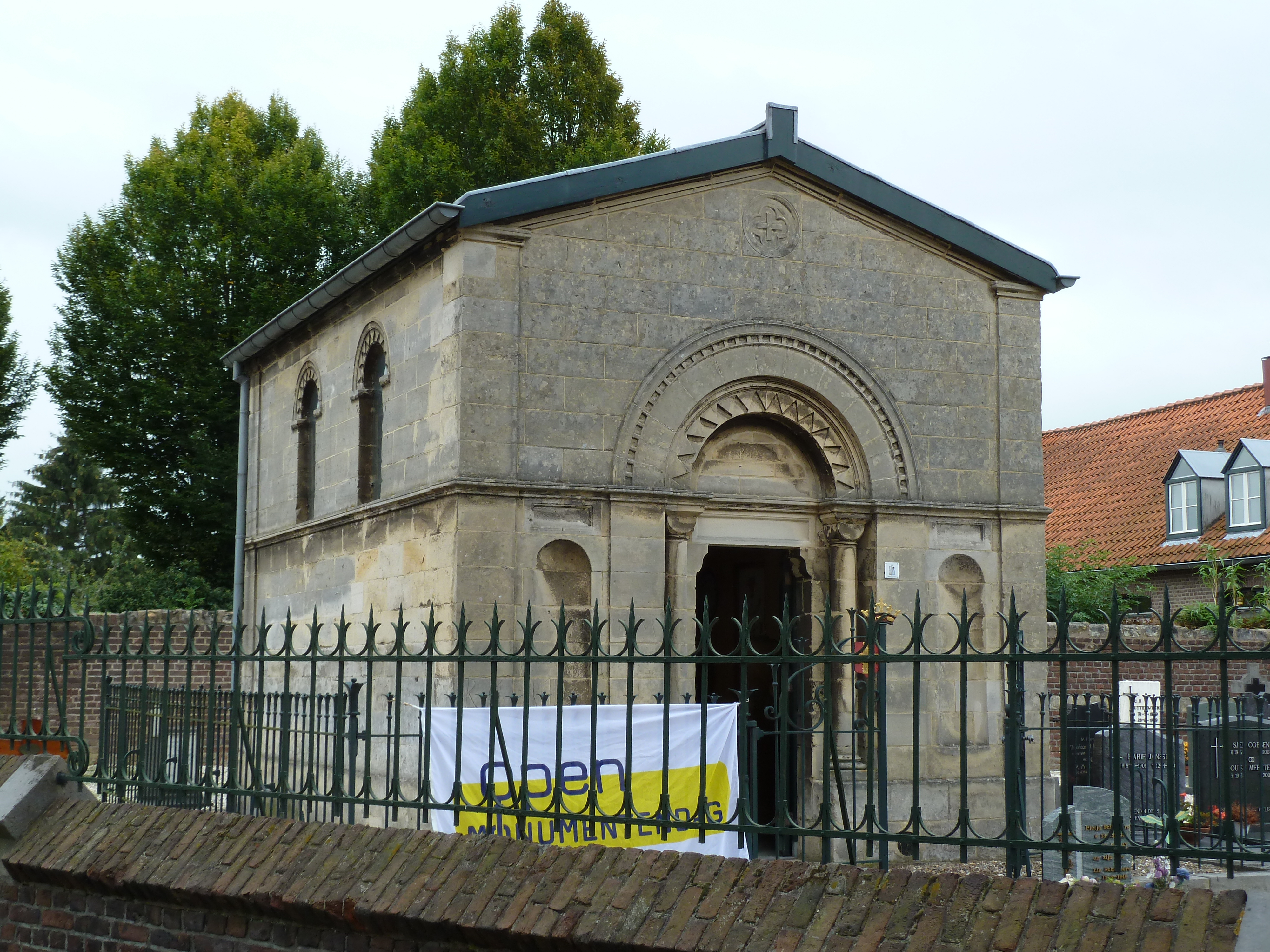
Grafkapel familie De Geloes in Elsloo

D'Aubremé † ·
Bentinck † ·
Van den Bosch ·
De Borchgrave d'Altena ·
Van Bylandt ·
Du Chastel de la Howarderie † ·
Van Gronsfeld Diepenbrock † ·
Dumonceau ·
Van der Duyn † ·
Festetics de Tolna ·
De Ficquelmont † ·
De Geloes ·
Van der Goltz † ·
Van Heerdt † ·
Van Heiden † ·
De Hochepied ·
Van Hoensbroeck ·
Van Hogendorp · 
Von Hompesch-Rürich † · 
De Larrey † ·
Van Limburg Stirum · 
Van Lynden ·
De Marchant et d'Ansembourg ·
Van Nassau la Lecq † ·
De Norman d'Audenhove ·
Von Oberndorff ·
Van Oranje-Nassau van Amsberg · 
De Perponcher Sedlnitsky ·
Von Quadt ·
Van Randwijck ·
Von Ranzow ·
Van Rechteren ·
Van Reede † ·
Van Renesse † · 
De Riquet de Caraman ·
Schimmelpenninck ·
Zu Stolberg-Stolberg ·
Van Wassenaer † ·
Wolff Metternich † ·
Van Zuylen van Nijevelt

Geslachten die tot de adel van het Koninkrijk der Nederlanden behoren of hebben behoord. Lijst volgens opgave van de Hoge Raad van Adel. †: Geslacht uitgestorven of titel vervallen.